# 대전역 (도시철도)
대전(신안과의원)역(Daejeon Station, 大田驛)은 대전광역시 동구 정동에 있는 대전 도시철도 1호선의 전철역이다. 4번 출구를 통하여 인접한 한국철도공사의 대전역으로 갈 수 있다. 역 도착 안내 방송에서는 배경음으로 《대전 부르스》를 사용한다. 목척교 하저터널로 중앙로역, 대동천 하저터널로 대동역과 연결된다.

## 연혁
- 2003년 7월 25일: 대전역으로 역명 확정[2]
- 2006년 3월 16일: 1단계 (판암 ~ 정부청사) 구간 개통과 함께 영업 개시

## 역 구조
1면 2선의 섬식 승강장이 있는 지하역이다. 스크린도어가 설치되어 있다.

### 승강장
| 대동 ↑   |
| 하상 \|  |
| ↓ 중앙로 |

| 상행 | ● 대전 도시철도 1호선 | 대동 · 신흥 · 판암 방면              |
| 하행 | ● 대전 도시철도 1호선 | 중앙로 · 시청 · 유성온천 · 반석 방면 |

- 승강장 번호는 없다.

## 역 주변
- 한국철도공사 대전역, 한국철도공사(KORAIL) 대전충남본부
- 철도기관 공동사옥(한국철도공사 본사, 국가철도공단 본부, 충청본부)[3]
- 철도특별사법경찰대
- 중앙시장
- 역전시장

## 승차량 변동
대전 도시철도 1호선의 역들 중 승객이 가장 많으며, 유일하게 하루 평균 이용객이 1만명을 넘는 역이다.
| 역 노선 | 1일 평균 승차 인원 | 1일 평균 승차 인원 | 1일 평균 승차 인원 | 1일 평균 승차 인원 | 1일 평균 승차 인원 | 1일 평균 승차 인원 | 1일 평균 승차 인원 | 1일 평균 승차 인원 | 1일 평균 승차 인원 | 1일 평균 승차 인원 |
| 역 노선 | 2006년             | 2007년             | 2008년             | 2009년             | 2010년             | 2011년             | 2012년             | 2013년             | 2014년             | 2015년             |
| ------- | ------------------ | ------------------ | ------------------ | ------------------ | ------------------ | ------------------ | ------------------ | ------------------ | ------------------ | ------------------ |
| 1호선   | 5,618              | 8,027              | 8,970              | 10,293             | 10,371             | 10,945             | 10,922             | 11,132             | 11,242             | 10,900             |
| 1호선   | 2016년             | 2017년             | 2018년             | 2019년             | 2020년             |                    |                    |                    |                    |                    |
| 1호선   | 10,728             | 11,124             | 11,370             | 11,633             |                    |                    |                    |                    |                    |                    |

## 갤러리

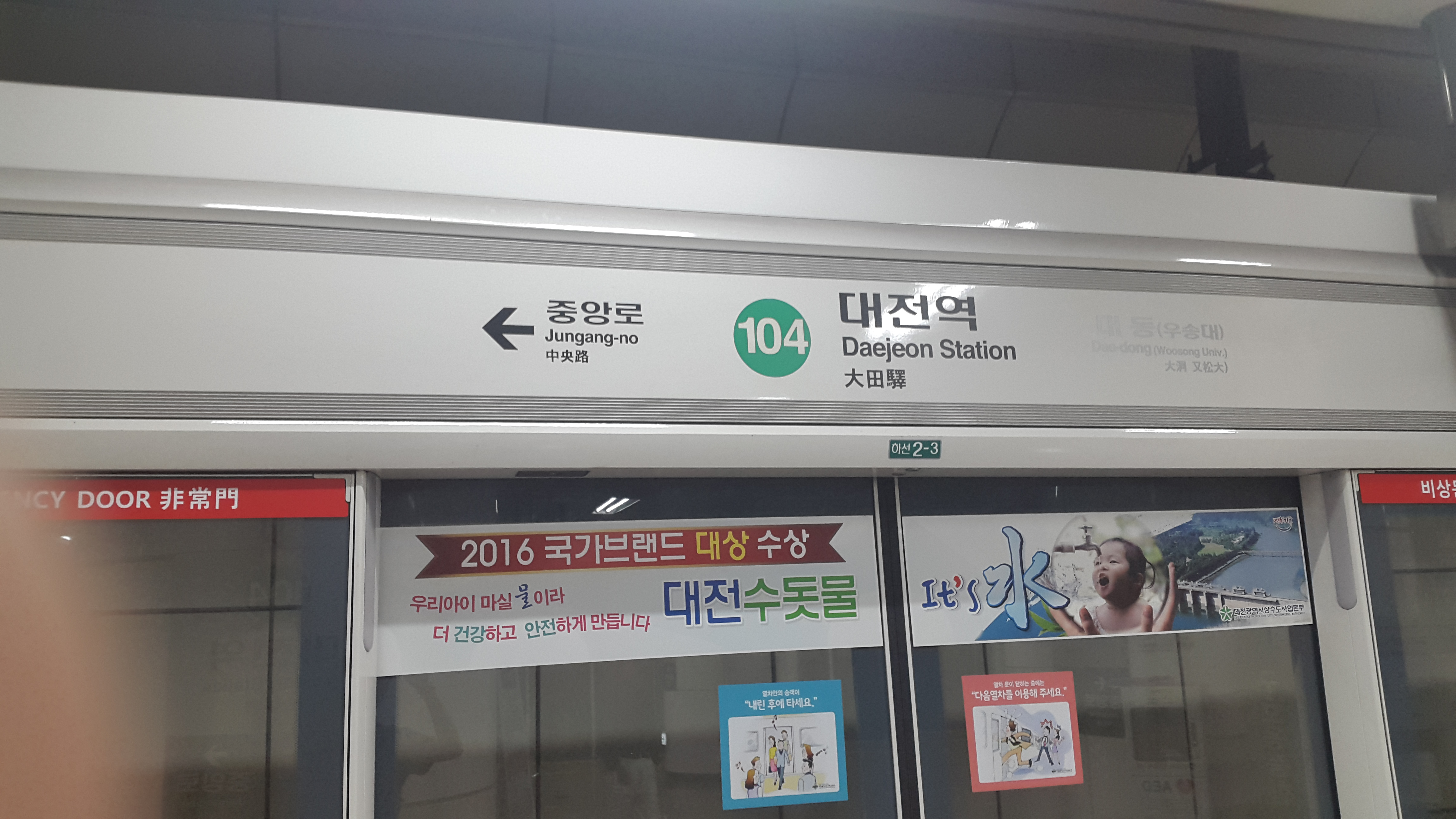
스크린도어

## 인접한 역
| 대전 도시철도 1호선 | 대전 도시철도 1호선   | 대전 도시철도 1호선  |
| ------------------- | --------------------- | -------------------- |
| 103 대동 판암 방면  | ● 대전 도시철도 1호선 | 105 중앙로 반석 방면 |

## 같이 보기
- 대전역(한국철도공사)